# Jad Kennedy

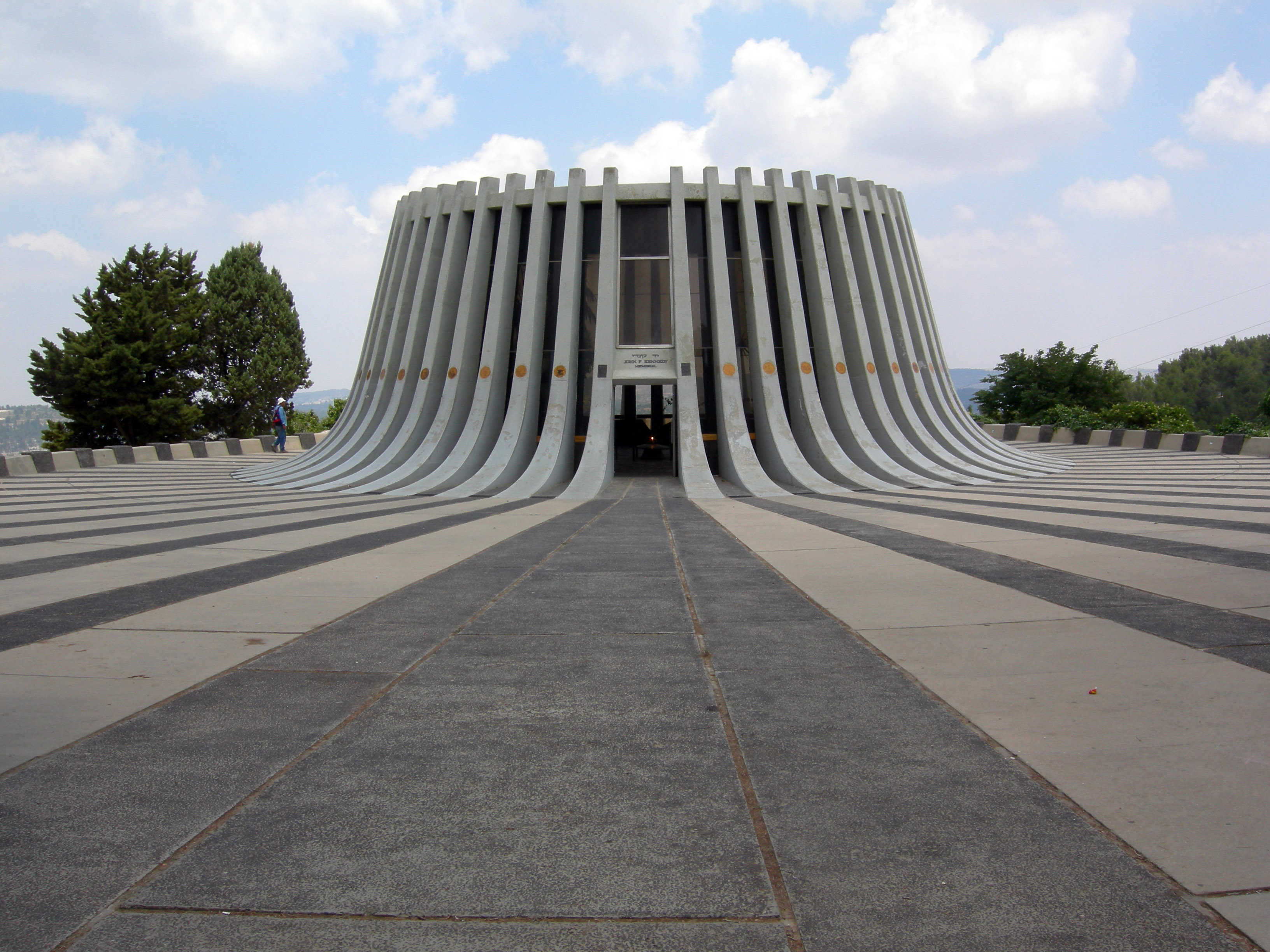
Das 18 m hohe Jad Kennedy

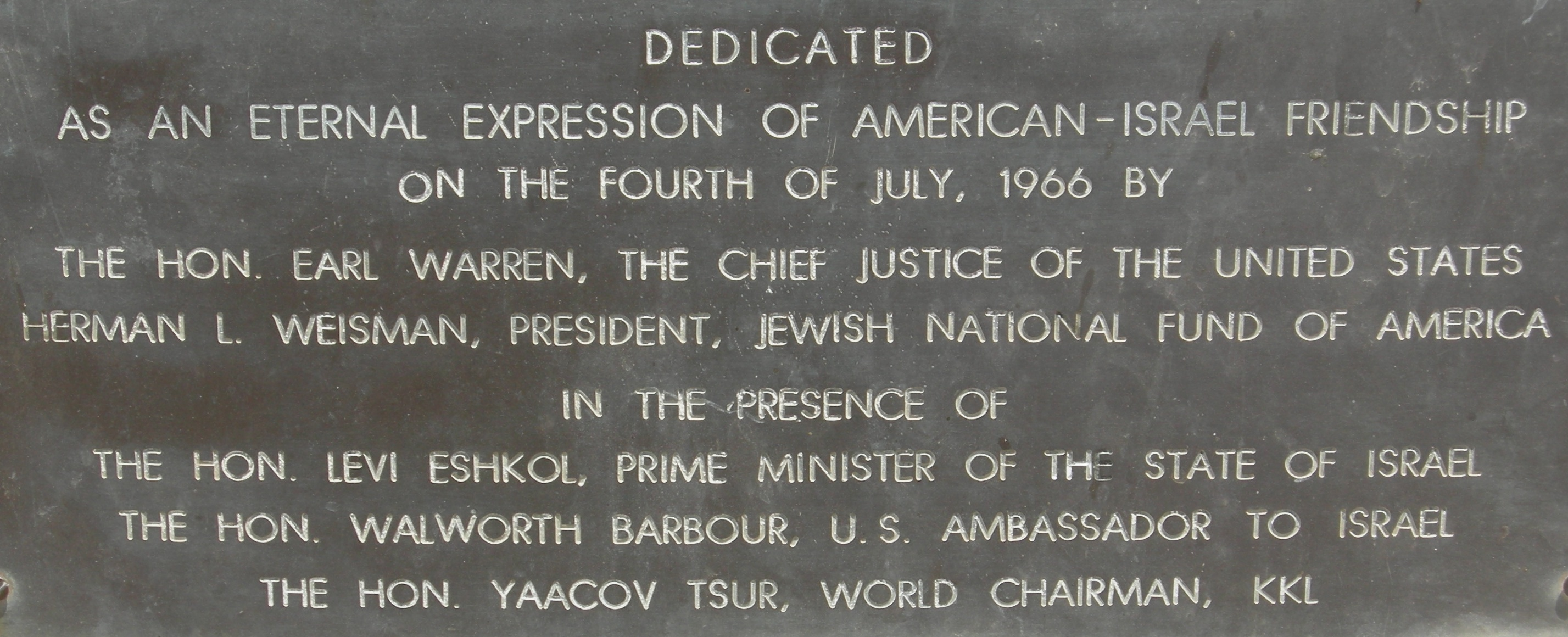
Plakette am Jad Kennedy

Jad Kennedy (heb.: יד קנדי, deutsch: Kennedy-Mahnmal) befindet sich im Regionalverband Mateh Jehuda bei Jerusalem, Israel. Es ist ein Monument für John F. Kennedy, den Präsidenten der USA, der 1963 einem Attentat zum Opfer fiel.
Das Monument ist etwa 18 Meter hoch und in der Form eines abgesägten Baumstumpfes gestaltet, das das plötzliche Ende seines Lebens symbolisiert. In dem Monument befindet sich eine Büste von John F. Kennedy mit einer ewigen Flamme in der Mitte. Die Flamme wird von 51 Säulen umringt, die Embleme der Staaten der USA tragen (50 Staaten und der District of Columbia). Ferner befindet sich im Innenraum ein Relief von Dov Feigin aus dem Jahr 1966, einem ukrainisch-israelischen Bildhauer.
Der Bau des Monuments wurde 1966 durch Gelder des Jewish National Fund of America aus den USA finanziert. Entworfen hat das Gebäude der israelische Architekt David Resnick.
Das Mahnmal ist etwa 11 Kilometer von Jerusalem entfernt und liegt in Richtung des Hadassah Medical Center inmitten des Jaʿar ʿAmmīnadav / יַעַר עַמִּינָדָב / ‚Wald ʿAmminadavs‘ im Judäischen Bergland. Es ist über die Orte Ora und Aminadav erreichbar. Das Monument und das damit verbundenen Picknickgelände sind Teil des John F. Kennedy Peace Forest.